# Markocice (stacja kolejowa)
Markocice – nieczynna wąskotorowa stacja kolejowa w Bogatyni, w dzielnicy Markocice; w województwie dolnośląskim, w Polsce. Została otwarta w 1884 roku. Zlikwidowana została w 1964 roku.